# Сити-Холл (станция метро, Сеул)

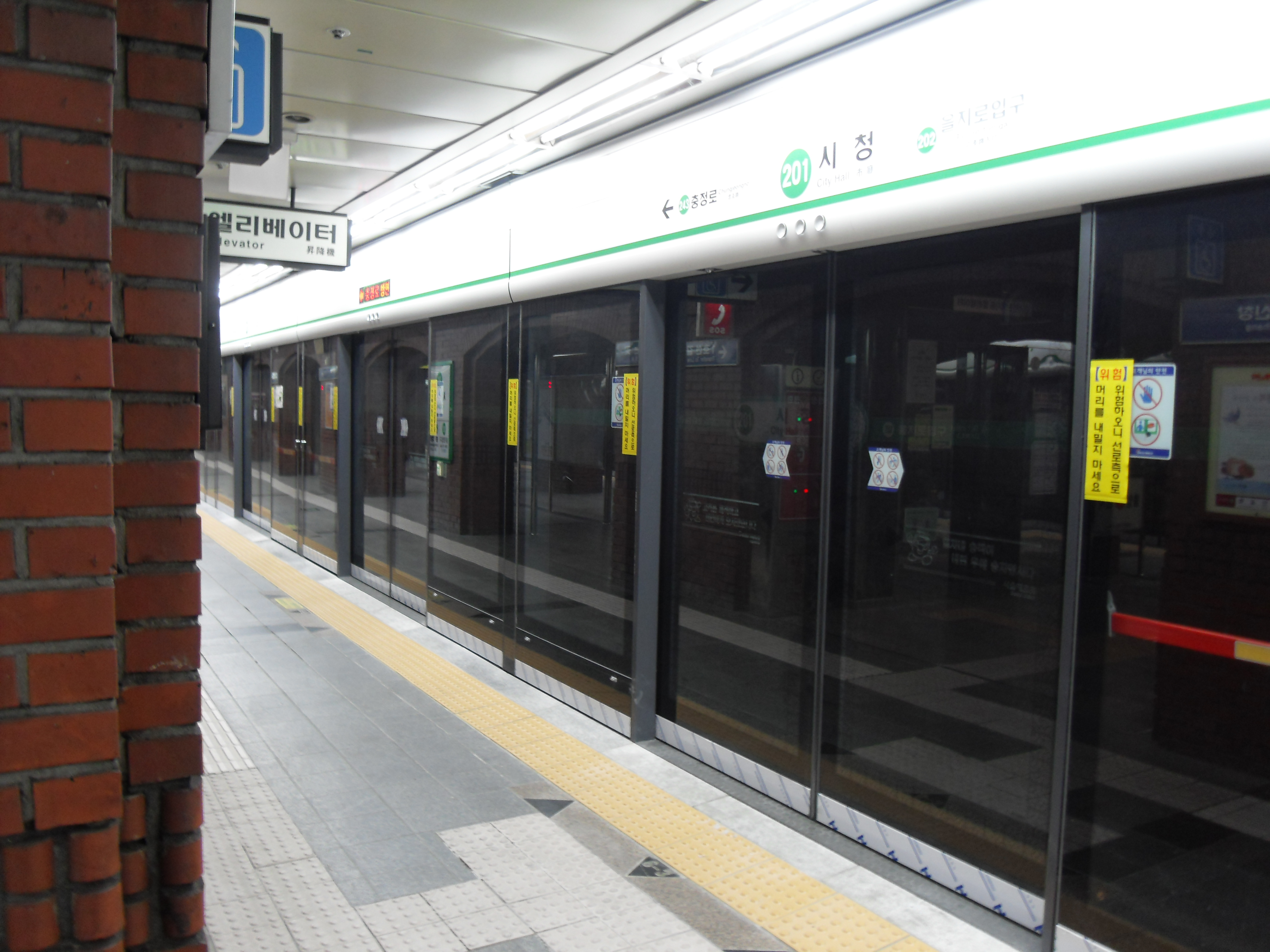
Платформа станции второй линии

«Сити-Холл» (кор. 시청역) — станция Сеульского метро на Первой (основная, Сеул метро 1) и Второй линиях. На станции установлены платформенные раздвижные двери.
Она представлена двумя боковыми платформами на 1 линии, одной островной — 2 линии. Станция обслуживается корпорацией Сеул Метро (Seoul Metro). Расположена в квартале Тэпённо 1-га района Чонногу города Сеул (Республика Корея).
На Первой линии поезда Кёнвон экспресс (GWː Gyeongwon) обслуживают станцию; Кёнкин экспресс (GI: Gyeongin), Кёнбусон красный экспресс (GB: Gyeongbu red express), Кёнбусон зелёный экспресс (SC: Gyeongbu green express) не обслуживают станцию.
Пассажиропоток — на 1 линии 44 594 чел/день (на 2013 год), на 2 линии 51 185 чел/день
Станция названа из-за расположенной в непосредственной близости Сеульской ратуши (Сеул Сити-Холл). Также поблизости расположен Сеульский художественный музей.